# Arena Pantanal
De Arena Pantanal is een multifunctioneel stadion in de Braziliaanse stad Cuiabá. Het stadion werd ontworpen door de Braziliaanse architect Aline Raiser in opdracht van de Braziliaanse minister van sport Aldo Rebelo. In mei 2010 werd begonnen met de bouw van het stadion, dat een capaciteit heeft van 42.968 toeschouwers. De totale oppervlakte van het stadion bedraagt ongeveer 300.000 vierkante meter. Het stadion vervangt de Verdão en werd gebruikt tijdens het wereldkampioenschap voetbal 2014.
De bouw van het stadion in de aanloop naar het mondiale voetbaltoernooi verliep niet vlekkeloos. Door stakingen werd enige tijd verloren in het arbeidsproces. Op 8 mei 2014 overleed een arbeider toen hij bezig was met de installatie van een telecomnetwerk. Hij werd geëlektrocuteerd en was de achtste dode in het bouwproces van de stadions voor het kampioenschap. Twee weken voor aanvang van de eerste wedstrijd in het stadion stuurde secretaris-generaal van de FIFA Jérôme Valcke via Twitter foto's de wereld in, waarop zichtbaar was dat gehele tribunes nog geen stoeltjes hadden. Over het bouwproces zei hij dat het een race tegen de klok zou worden en dat alle partijen mee moesten werken om het stadion tijdig afgerond te hebben. Desondanks konden vier groepsduels worden afgewerkt in het stadion, met het duel tussen Nigeria en Bosnië en Herzegovina als best bezochte wedstrijd.

## Interlands
| №  | Datum        | Wedstrijd                       | Uitslag | Competitie                                | Toeschouwers |
| -- | ------------ | ------------------------------- | ------- | ----------------------------------------- | ------------ |
| 1. | 13 juni 2014 | Chili – Australië               | 3 – 1   | Wereldkampioenschap 2014 - Groepsfase (B) | 40.275       |
| 2. | 17 juni 2014 | Rusland – Zuid-Korea            | 1 – 1   | Wereldkampioenschap 2014 - Groepsfase (E) | 37.603       |
| 3. | 21 juni 2014 | Nigeria – Bosnië en Herzegovina | 1 – 0   | Wereldkampioenschap 2014 - Groepsfase (F) | 40.499       |
| 4. | 24 juni 2014 | Japan – Colombia                | 1 – 4   | Wereldkampioenschap 2014 - Groepsfase (C) | 40.340       |